# Quilpué
Quilpué är en stad i Chile och ligger i regionen Valparaíso. Staden ingår i Valparaísos storstadsområde (Gran Valparaíso) och har cirka 150 000 invånare. Quilpue kallas även på spanska "la ciudad del sol" som betyder solens stad, för att det är en av Chiles varmaste städer. Den kallas även "la ciudad dormitorio" som betyder sovstaden för att det är många som åker dit och sen stannar över natten för att sova och sen resa vidare.